# Rubus asirensis
Rubus asirensis är en rosväxtart som beskrevs av D.F. Chamberlain. Rubus asirensis ingår i släktet rubusar, och familjen rosväxter. Inga underarter finns listade i Catalogue of Life.